# Euproctis infernalis
Euproctis infernalis är en fjärilsart som beskrevs av Erich Martin Hering 1928. Euproctis infernalis ingår i släktet Euproctis och familjen tofsspinnare. Inga underarter finns listade i Catalogue of Life.